# Ford (Herefordshire)
Ford – wieś w Anglii, w Herefordshire, w dystrykcie (unitary authority) Herefordshire. Leży 4,5 km od miasta Leominster, 15 km od miasta Hereford i 196,1 km od Londynu. W 1961 roku civil parish liczyła 23 mieszkańców. Ford jest wspomniana w Domesday Book (1086) jako Forne.